# Johannes Schuback

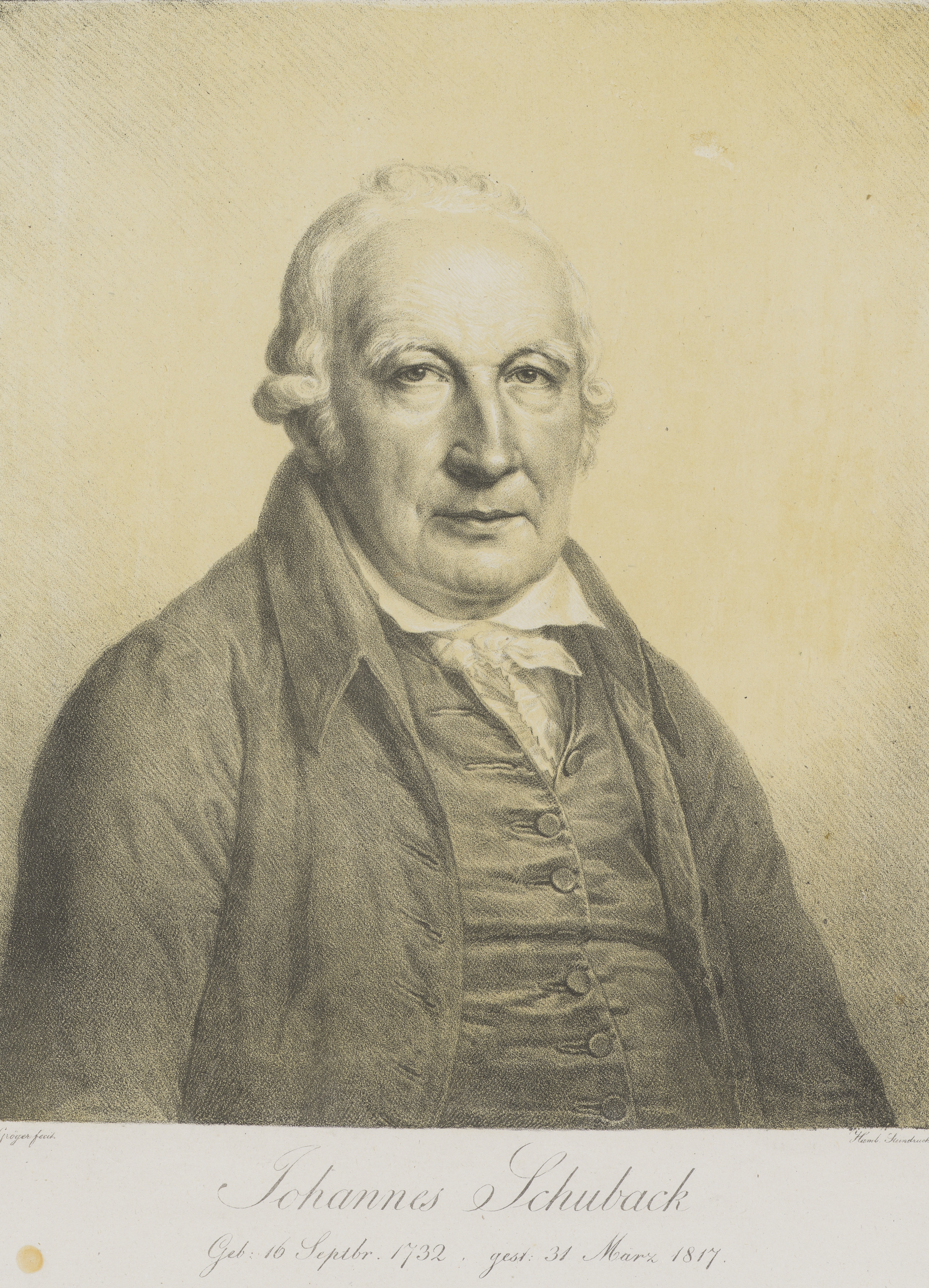
Johannes Schuback, Porträt von Friedrich Karl Gröger

Johannes Schuback (* 16. September 1732 in Hamburg; † 31. März 1817 ebenda) war ein deutscher Kaufmann.

## Leben und Wirken
Johannes Schuback war der Sohn des Hamburger Bürgermeisters Nicolaus Schuback. Er absolvierte eine kaufmännische Lehre in Lissabon, wo er während des Erdbebens von 1755 fast gestorben wäre. Anschließend kehrte er in seine Geburtsstadt zurück, wo er am 16. September 1757 das Unternehmen Johannes Schuback (später Johannes Schuback & Söhne) gründete und in den Folgejahren zu einem der bedeutendsten Unternehmer in Hamburg aufstieg.
Grundlage des Unternehmens legten Kontakte in die portugiesische Hauptstadt. Schuback kaufte dort Salz, Oliven, Zitronen, Orangen und Wein an. Außerdem erwarb er Tabak, Zucker, Kakao, Kaffee und Gewürze, die aus Übersee stammten. Im Gegenzug exportierte er Dörr- und gesalzenes Fleisch, Stockfisch, Heringe, Räucherschinken, Käse, eingemachte Bohnen, Getreide, Flachs, Textilien, Papier, Leinen, Hölzer für Fässer, Glas und viele weitere Waren. Bei den Fischen handelte es sich um Importe aus Norwegen, Räucherschinken und Käse stammten aus Holstein, das Getreide und Flachs aus Russland und dem Baltikum. Leinen erwarb Schuback in Böhmen, Schlesien und Westfalen. Im Gegenzug belieferte Schuback die Gebiete mit den Waren, die er in Portugal und dessen Kolonien angekauft hatte. Schuback galt als wichtiger Ansprechpartner der Portugiesen und übernahm 1782 die Stelle des portugiesischen Generalkonsuls in Hamburg und wurde acht Jahre später zum Geschäftsträger bei den Hansestädten ernannt, einen Posten, den er bis 1808 besetzte.
Neben Handelsgeschäften nahm Schuback umfangreiche Finanztransaktionen mit Partnern in London, Paris und Amsterdam vor. Eine besondere Rolle spielte außerdem Österreich. Er handelte mit österreichischen Geschäftsleuten Kupfer, Silber und Bronze und erwarb das Vertrauen der dortigen Regierung, für die er während der Hamburger Franzosenzeit umfangreiche Subsidien der englischen Krone abwickelte. Franz II und dessen Gattin Maria Theresia ließen ihm als Zeichen der Anerkennung Tokajer sowie Schmuck zukommen. Hiervon ist eine Tabatiere erhalten geblieben. Die brillantenverzierte Dose befindet sich seit 1984 im Museum für Hamburgische Geschichte, die Schubacks Nachkommen Oswald R und Peter Amsinck dem Museum überließen.
Seit 1762 engagierte sich Schuback als Bürger im Niedergericht. Ab 1766 gehörte er der Commerz-Deputation an, als deren Präses er 1770/71 fungierte. 1765 gründete er die Erste Assecuranz-Compagnie mit. Schuback, der als sehr gebildet galt, besaß ein Wohnhaus am Cremon, das auch als Kontor- und Speicherhaus diente. Außerdem hatte er einen Sommersitz in Jork, auf dem am 8. Oktober 1776 Gotthold Ephraim Lessing und Eva König heirateten. Das Anwesen verkaufte er 1783 und erwarb stattdessen einen Landsitz in Billwerder. Schuback verfügte über eine Bibliothek und sammelte Gemälde. Außerdem gehörte er der „Monatlichen Gesellschaft“ an, in der er unter anderem Friedrich Gottlieb Klopstock, Friedrich Johann Lorenz Meyer und Johann Georg Büsch traf.
Johannes Schuback starb im März 1817.

## Familie

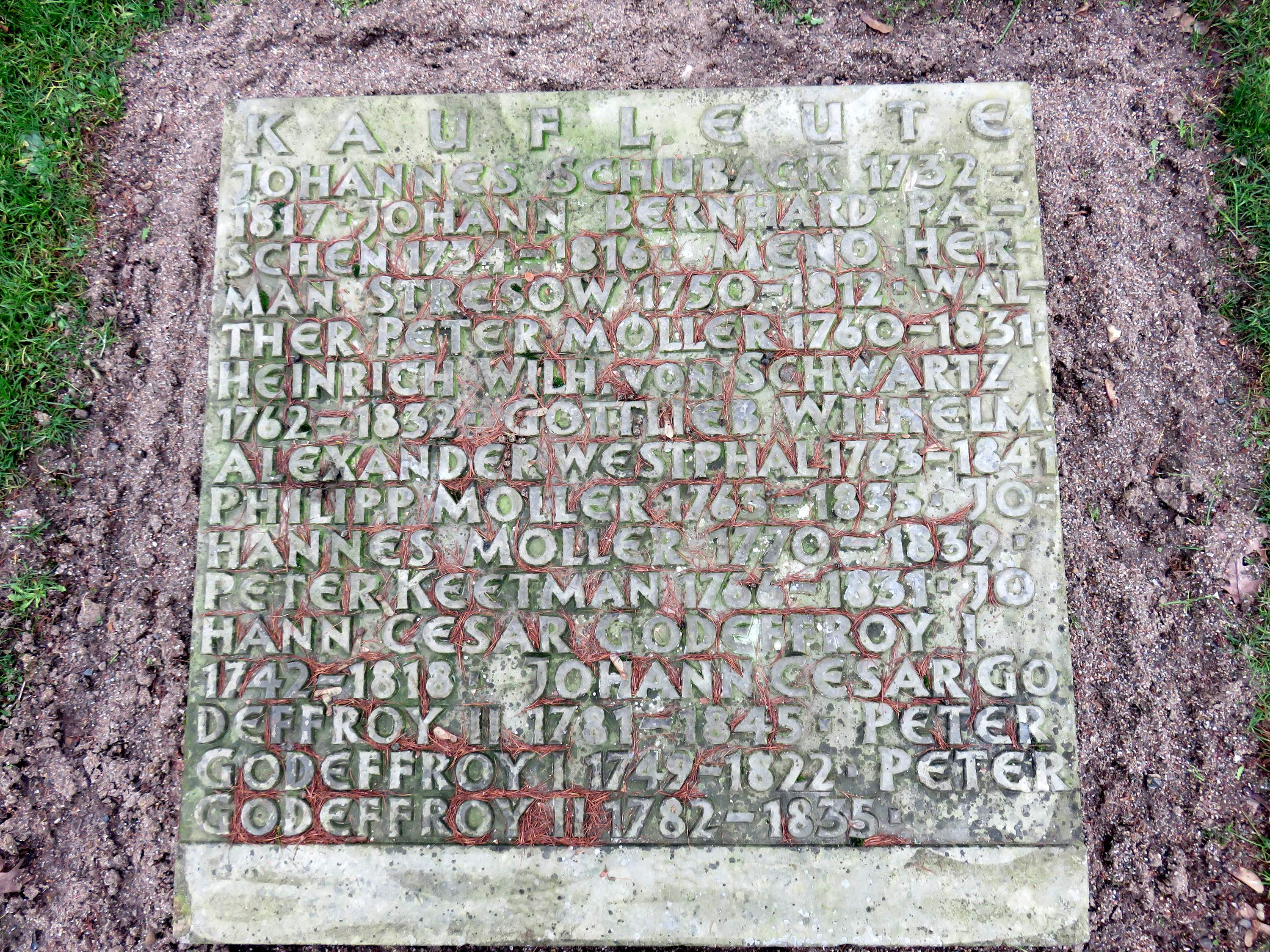
Grabmaltafel Althamburgischer Gedächtnisfriedhof Ohlsdorf

Johannes Schuback hatte 1761 Anna Elisabeth Volckmann geheiratet, deren Vater Jurist war. Das Ehepaar hatte mehrere Söhne, die unter der Obhut von Joachim Heinrich Campe in Billwerder aufwuchsen. Die Namen der Kinder sind in Campes Werk Robinson zu finden. Schuback hatte darüber hinaus eine Tochter namens Elisabeth, die 1785 den späteren Bürgermeister Wilhelm Amsinck heiratete. Nachkommen aus dieser Ehe führen heute noch das Unternehmen Johannes Schuback & Söhne.

## Ehrung
Im Bereich des Althamburgischen Gedächtnisfriedhofs im Bereich des Ohlsdorfer Friedhofs wird auf dem Sammelgrabmal Kaufleute an Johannes Schuback erinnert (zusammen u. a. mit Mitgliedern der Familie Godeffroy).
Nach ihm wurde 1910 die Schubackstraße in Hamburg-Eppendorf genannt.